# 首尔交通公社1000系电阻控制电力动车组
首尔交通公社1000系電阻控制电力动车组（：／）是首尔地铁的一款通勤型电力动车组，在首都圈电铁1号线运营。

## 概况
1000系电阻控制电力动车组是首尔地铁在首都圈电铁1号线的第1款列车，是交直两用车辆，由日本日立制作所、大宇重工业和现代Mobis负责生产，在1974年8月15日开始正式使用。运行于首都圈电铁1号线的首尔地铁1号线区间，亦包括韩国铁道公社营运的京釜线、京元线、京仁线和饼店基地线。列车客室车门为内藏门，每节车厢共4对车门，列车在两端设有紧急出口，目前均为10辆编组，配属于君子车辆基地。列车的电气系统参考了日本国铁415系电力动车组。

## 使用情况

### 第1批
由日本日立制作所负责生产，一共60辆，在1974年开始使用。设计外形参考了日本国铁301系电力动车组，也与韩国铁道1000系电力动车组第1代列车相似。现在，部分列车已经停用，列车被1000系VVVF所取代。另外车组编号101（车厢编号1001-1101-1301）及102（车厢编号1102-1302-1002）已静态保存于新亭车辆基地。

### 第2批
由大宇重工业负责生产，一共36辆，在1978年开始使用。已在2002年停用。

### 第3批
由大宇重工业和现代Mobis负责生产，一共64辆，均为扩编用车。在1989年开始使用。所有列车由此扩充为10编组。车厢与3000系斩波控制列车相同。

## 列车改造
1999年，原107号列车开始进行改造，外观改造参考了西武6000系电力动车组。改造后，列车外观与首尔地铁4000系电力动车组一样。在2002年2月22日111号列车在水原站发生事故后，损失了5节车厢。之后列车开始修复，由现代Rotem负责生产新的5节车厢，在2004年11月修复完毕。由于2003年2月18日大邱地铁纵火案的发生，使得列车全部更换为防火材料。所以，原107号列车也已更换为防火材料，并且编号也改为111号。

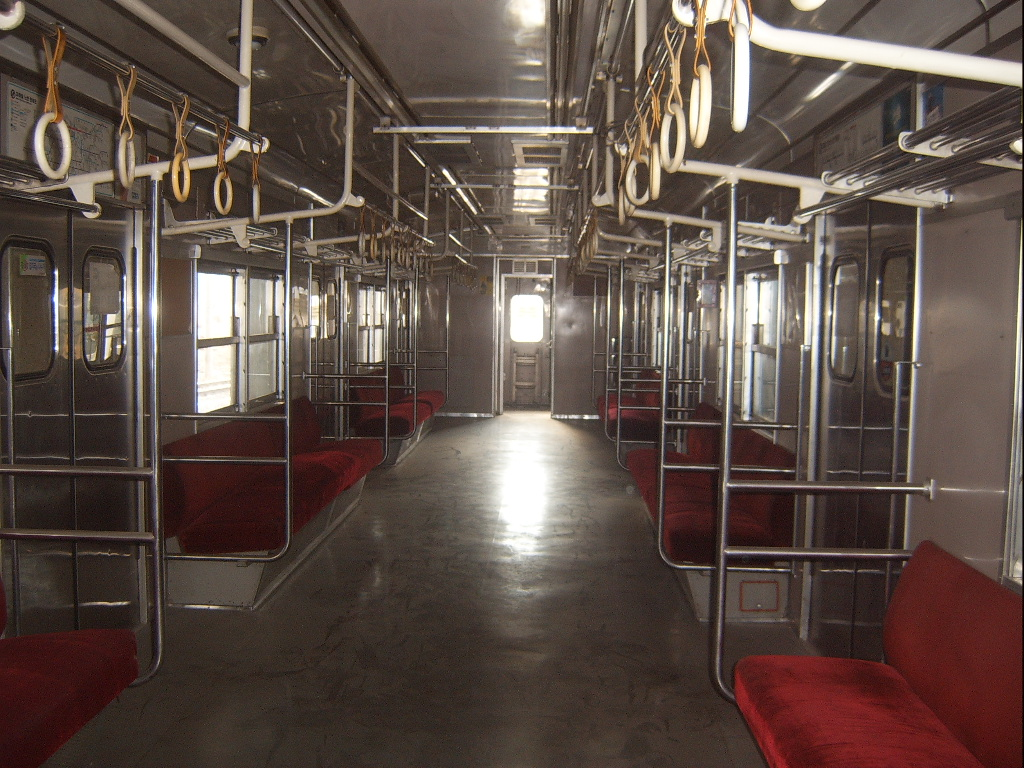
列车客室
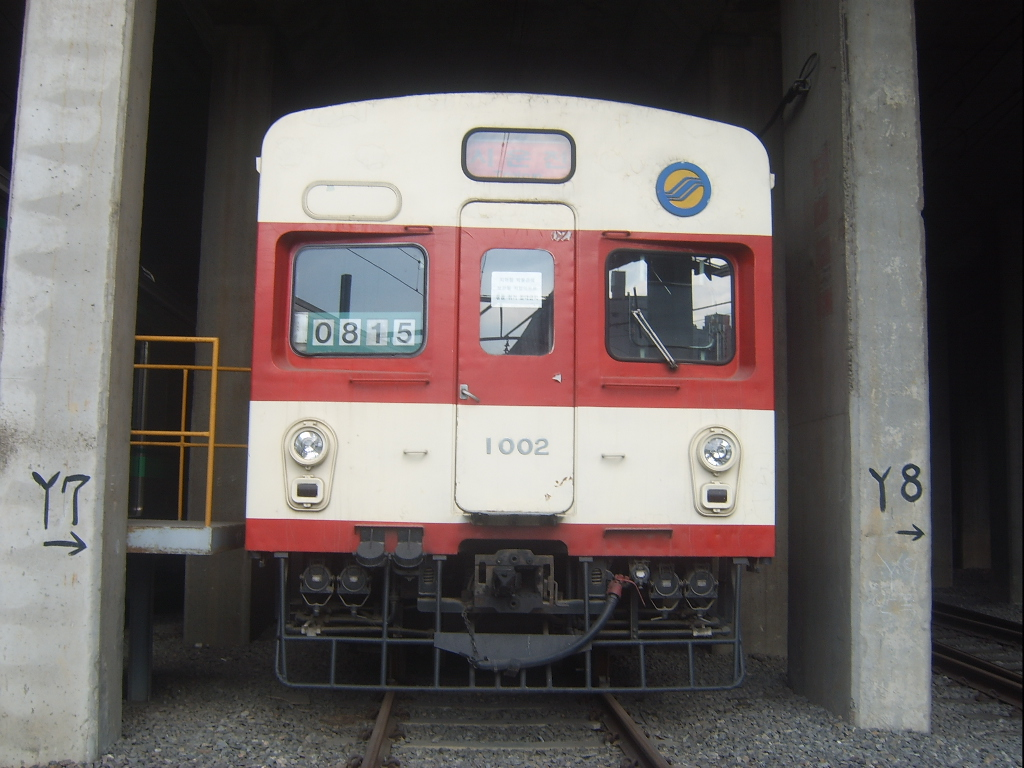
存放于新亭车辆基地1002号的第1批列车
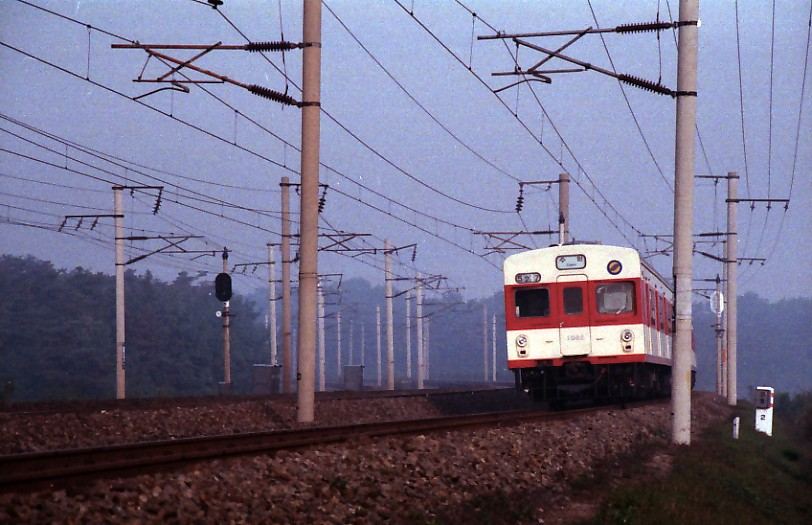
1000系列车（1988年摄）
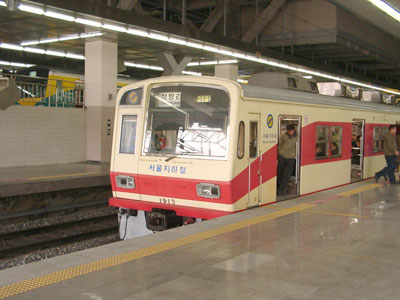
变更标志前的115号列车

## 编组
|          | 1000      |          |          |          |          |          |          |          |          |           |
| 車廂編號 | 1         | 2        | 3        | 4        | 5        | 6        | 7        | 8        | 9        | 10        |
| 集電弓   |           |          | ◇        |          |          | ◇        |          |          | ◇        |           |
| 形式區分 | 10XX (Tc) | 11XX (M) | 12XX (M) | 13XX (T) | 14XX (M) | 15XX (M) | 16XX (T) | 17XX (M) | 18XX (M) | 19XX (Tc) |
| 动力单元 | 单元1     | 单元1    | 单元1    | 单元2    | 单元2    | 单元2    | 单元2    | 单元3    | 单元3    | 单元3     |
| 其他設備 |           |          |          |          |          |          |          |          |          |           |
| 安裝機器 |           |          |          |          |          |          |          |          |          |           |
| 車輛重量 | 34.2t     | 43.0t    | 47.6t    | 33.0t    | 43.0t    | 47.6t    | 33.0t    | 43.0t    | 47.6t    | 34.2t     |
| 載客量   | 148人     | 160人    | 160人    | 160人    | 160人    | 160人    | 160人    | 160人    | 160人    | 148人     |

## 列车当前配属
- 君子车辆基地：111-116

## 运行区间
- 首尔地铁1号线：全区间
- 京釜线：南营-饼店
- 京元线：回基-杨州
- 京仁线：全区间
- 饼店基地线：全区间